# Pellucens
Pellucens is een geslacht van vlinders van de familie spinneruilen (Erebidae), uit de onderfamilie Lymantriinae.

## Soorten
- P. borneensis Strand, 1915
- P. kinabaluensis Strand, 1915
- P. lactea Bethune-Baker, 1910
- P. manifesta Collenette, 1933
- P. subdenudata Rothschild, 1915
- P. zeugosticta Collenette, 1938